# Lose Your Mind
Lose Your Mind – dwudziesty czwarty japoński singel Boa'y Kwon. został wydany 12 grudnia 2007. Jak dotąd (przez dwa tygodnie) sprzedano 22,961 tys. kopii.

## Lista utworów
| 01 | Lose Your Mind (razem z Yutaka'ą Furukawa'ą z DOPING PANDA)         | 03:38 |
| 02 | Smile again                                                         | 05:47 |
| 03 | Lose Your Mind (razem z Yutaka'ą Furukawa'ą) (wersja intrumentalna) | 03:13 |
| 04 | Smile again (wersja intrumentalna)                                  | 05:24 |

| 01 | Lose Your Mind (razem z Yutaka'ą Furukawa'ą) (Teledysk; Promotion Video) |

## Występy na żywo
- 24 listopada 2007 – Music Fair21 – "LOSE YOUR MIND"
- 7 grudnia 2007 – Music Station – "LOSE YOUR MIND"
- 15 grudnia 2007 – Music Japan – "LOSE YOUR MIND"
- 16 grudnia 2007 – CDTV – "LOSE YOUR MIND"